# 어 밀리언 리틀 씽즈
《어 밀리언 리틀 씽즈》(영어: A Million Little Things)는 미국의 텔레비전 드라마이다. 2018년 9월 26일 부터 2023년 5월 3일까지 ABC에서 방송되었다.

## 출연진

### 주연
- 데이비드 준톨리 - 에디 새빌 역
- 로매니 말코 - 롬 하워드
- 앨리슨 밀러 - 매기 블룸
- 크리스티나 모지스 - 레지나 하워드
- 크리스티나 오초아 - 애슐리 모랄레스
- 그레이스 박 - 캐서린 김
- 제임스 로데이 로드리게스 - 게리 멘데스
- 스테파니 쇼스택 - 덜릴라 딕슨
- 트리스턴 변 - 시오 새빌
- 리지 그린 - 소피 딕슨
- 챈스 허스트필드 - 대니 딕슨
- 플로리아나 리마 - 다시

### 조연
- 론 리빙스턴 - 존 딕슨
- 콘스턴스 지머 - 제리 헌팅턴
- 헨더슨 웨이드 - 헌터
- 제임스 터퍼 - 앤드루 폴록
- 드레이 더 머테이오 - 바버라 넬슨
- 챈들러 리그스 - 피제이 넬슨
- 멜로라 하딘 - 퍼트리샤 블룸
- 제이슨 리터 - 에릭
- 에보니 윌슨 - 이브
- 크리스 기어 - 제이미

### 단역
- 샘 헌팅턴 - 톰
- 마샤 게이 하든 - 앨리스
- 서턴 포스터 - 클로이
- 폴 길포일 - 레니
- 베치 브랜트 - 콜린

## 에피소드
각 에피소드의 번역 제목은 wavve의 번역을 기재하였다.

### 시즌 1
| 회차 | 제목                                        | 감독              | 각본                                        | 방송날짜         |
| ---- | ------------------------------------------- | ----------------- | ------------------------------------------- | ---------------- |
| 1    | "파일럿" "Pilot"                            | 제임스 그리피스   | DJ 내시                                     | 2018년 9월 26일  |
| 2    | "아빠들" "Band of Dads"                     | 제임스 그리피스   | DJ 내시                                     | 2018년 10월 3일  |
| 3    | "특별한 날" "Save the Date"                 | 리처드 J. 루이스  | DJ 내시, 데이비드 마셜 그랜트               | 2018년 10월 10일 |
| 4    | "금요일 저녁" "Friday Night Dinner"         | J. 밀러 토빈      | 줄리아 코언                                 | 2018년 10월 17일 |
| 5    | "인생이 걸린 게임" "The Game of Your Life"  | 제임스 그리피스   | 조던 홀리                                   | 2018년 10월 24일 |
| 6    | "뜻밖에" "Unexpected"                       | 은징가 스튜어트   | DJ 내시, 애슐리 심스                        | 2018년 10월 31일 |
| 7    | "한번 해 봐" "I Dare You"                   | 제임스 그리피스   | 데이비드 마셜 그랜트                        | 2018년 11월 7일  |
| 8    | "투쟁과 도피" "Fight or Flight"             | 아미 케이넌 맨    | 토니아 바타차리아, 알리 라벤톨              | 2018년 11월 28일 |
| 9    | "관점" "Perspective"                        | 크리스 코크       | DJ 내시, 조너선 캐런                        | 2018년 12월 5일  |
| 10   | "크리스마스 소원 목록" "Christmas Wishlist" | 니나 로페스코라도 | 조던 홀리, 크리스 에릭 매덕스               | 2018년 12월 12일 |
| 11   | "비밀과 거짓말" "Secrets and Lies"          | 제임스 그리피스   | 줄리아 코언, 단테 루소                      | 2019년 1월 17일  |
| 12   | "하루 전" "The Day Before..."               | 실버 트리         | 애슐리 심스                                 | 2019년 1월 24일  |
| 13   | "12초" "Twelve Seconds"                     | 제임스 그리피스   | DJ 내시                                     | 2019년 1월 31일  |
| 14   | "언젠가" "Someday"                          | 리처드 J. 루이스  | 데이비드 마셜 그랜트                        | 2019년 2월 7일   |
| 15   | "바위" "The Rock"                           | 제임스 그리피스   | 조던 홀리, 터커 콜리                        | 2019년 2월 14일  |
| 16   | "묵주" "The Rosary"                         | 리처드 J. 루이스  | 토니아 바타차리아, 알리 라벤톨, 줄리아 코언 | 2019년 2월 21일  |
| 17   | "작별" "Goodbye"                            | 제임스 그리피스   | DJ 내시                                     | 2019년 2월 28일  |

### 시즌 2
| 회차 | 제목                                 | 감독                 | 각본                               | 방송날짜         |
| ---- | ------------------------------------ | -------------------- | ---------------------------------- | ---------------- |
| 1    | "집으로" "Coming Home"               | 니나 로페스코라도    | DJ 내시                            | 2019년 9월 26일  |
| 2    | "그랜드 캐니언" "Grand Canyon"       | 크리스 코크          | DJ 내시, 제프리 노프츠             | 2019년 10월 3일  |
| 3    | "오해" "Mixed Signals"               | 스티브 로빈          | 데이비드 마셜 그랜트               | 2019년 10월 10일 |
| 4    | "퍼펙트 스톰" "The Perfect Storm"    | 니나 로페스코라도    | 줄리아 코언, 애슐리 심스           | 2019년 10월 17일 |
| 5    | "오스틴" "Austin"                    | 에릭 라누빌          | DJ 내시, 미셸 라이블               | 2019년 10월 24일 |
| 6    | "개를 찾습니다" "Unleashed"          | 테사 블레이크        | 로런 바첼리스, 크리스토퍼 루시     | 2019년 10월 31일 |
| 7    | "10년" "Ten Years"                   | 로버트 덩컨 맥닐     | 크리스 에릭 매덕스, 단테 루소      | 2019년 11월 7일  |
| 8    | "잘 자요" "Goodnight"                | 케빈 탠처론          | 제프리 노프츠, 미미 원 테첸틴      | 2019년 11월 14일 |
| 9    | "시간이 멈추다" "Time Stands Still"  | 니나 로페스코라도    | DJ 내시, 미셸 라이블               | 2019년 11월 21일 |
| 10   | "키스" "The Kiss"                    | 스티브 로빈          | 데이비드 마셜 그랜트               | 2020년 1월 23일  |
| 11   | "하워드 부부" "We're the Howards"    | 스테이시 K. 블랙     | 로런 바첼리스, 크리스토퍼 루시     | 2020년 1월 30일  |
| 12   | "유죄" "Guilty"                      | 피트 채트먼          | 줄리아 코언, 애슐리 심스           | 2020년 2월 6일   |
| 13   | "데이지" "Daisy"                     | 니나 로페스코라도    | 터커 콜리, 단테 루소               | 2020년 2월 13일  |
| 14   | "밤샘 파티" "The Sleepover"          | 니콜 루비오          | 미미 원 테첸틴, 크리스 에릭 매덕스 | 2020년 2월 20일  |
| 15   | "점심 약속" "The Lunch"              | 리처드 J. 루이스     | 제프리 노프츠, 케이티 샤인스       | 2020년 2월 27일  |
| 16   | "계획 변경" "Change of Plans"        | 데이지 본셜러 마이어 | DJ 내시, 미셸 라이블               | 2020년 3월 5일   |
| 17   | "1년 후" "One Year Later"            | 리베카 애셔          | 데이비드 마셜 그랜트, 줄리아 코언  | 2020년 3월 12일  |
| 18   | "엄마와 딸" "Mothers and Daughters"  | 니나 로페스코라도    | 터커 콜리, 미미 원 테첸틴          | 2020년 3월 19일  |
| 19   | "죽는 날까지" "Til Death Do Us Part" | 니나 로페스코라도    | DJ 내시                            | 2020년 3월 26일  |